# Harctéri világítás

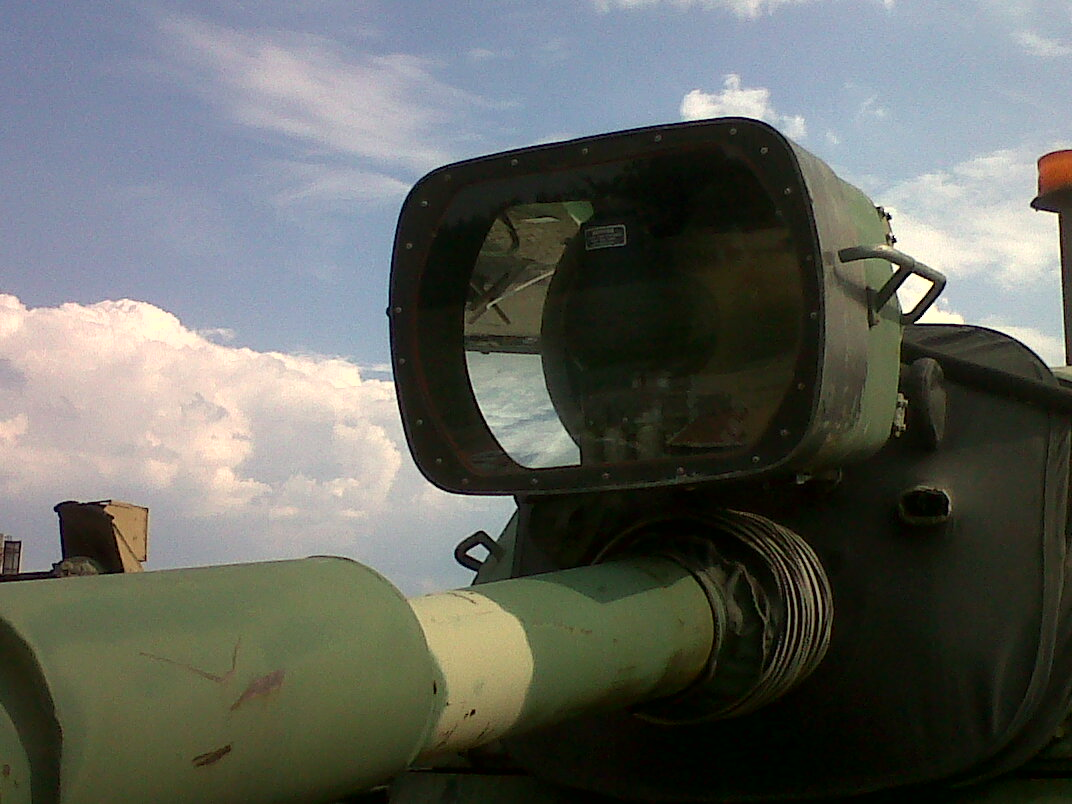
Fényvető

A harctéri világítás olyan megoldás, amely növeli a vizuális érzékelés hatékonyságát, és javítja a nehéz, gyenge fényviszonyok között működő katonai erők látásteljesítményét. Éjjel a modern hadviselésben a katonai műveletek során elsődleges feladatként szerepel  a megfelelő intenzitással és elvárt időtartamig történő, hatásos és eredményes megvilágítása, ami a vizuális teljesítményt tekintve kritikus tényező, és hatással van a csata menetére. A hadseregek különféle módszereket és eljárásokat  alkalmaztak, illetve eszközöket használtak mesterséges fény létrehozására.

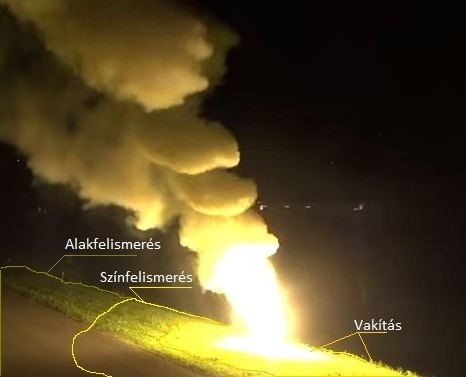
Fáklya

A harctéri világítás a katonai világítás látás és a láthatóság biztosításának körébe tartozik, és fényforrások katonai szabályozás szerinti felosztás egyik ága.
A minimális látási követelménynek szerepe az, hogy az éjjeli feladatok végrehajtásakor  ne csökkenjen a szükséges minimális megvilágítási érték alá a hatékonyság, a figyelem és a teherbíró képesség, ezért a háborús és nem háborús körülmények között is különböző követelménynek megfelelő szintet kell biztosítani a saját csapatok védelme érdekében.

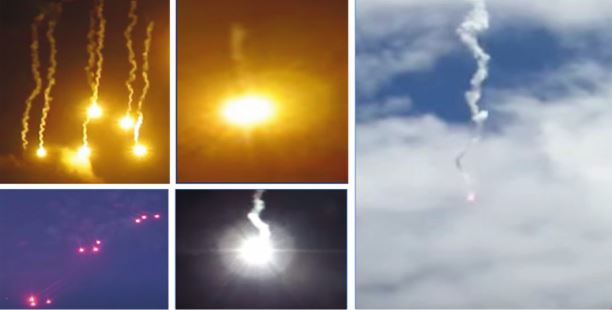
Fáklya típusok

A felhasználást tekintve a fegyveres erők rendvédelmi tevékenységbeli kríziskezelése a fogalom határait és feladatait kibővítette. A harctéri világítás a klasszikus értelmezés a fénybiztosítás körébe tartozik.
A harctéri világítás a szárazföldi haderő oldaláról nézve lehet tüzérségi és aknavetőkkel kilőtt lövedékek, valamint a légierő támogatásával megvalósult harci támogatás. Az előbbi kettőt tekintve a pirotechnikai eszközöket a beesési szögtől függően lehet a konkrét tevékenység vagy csak sziluett megvilágítására, illetve az elérendő cél és képességek értelemszerű keretein belül a terepen található éghető aljnövényzet felgyújtására alkalmazni.

## Elmélet
A harcászatban a vizuális információszerzés az összes szakág feladata. Folyamatos tevékenység végrehajtása érdekében a láthatóság megteremtése vagy maga a rejtés része a művelettervezésnek. A vizuális érzékelésnek és a látás minimális követelményeknek fontos szerepe van a katonai döntésekben. A nem megfelelő körülmények a „nem tervezett” események bekövetkezését és a véletlen valószínűségét növelik, melyet le kell küzdeni. A látás minimális feltételének megteremtése jelentős befolyással van a katonai feladatokra és a körletek mesterséges világító eszközeire és a telepítési körülményeire egyaránt.

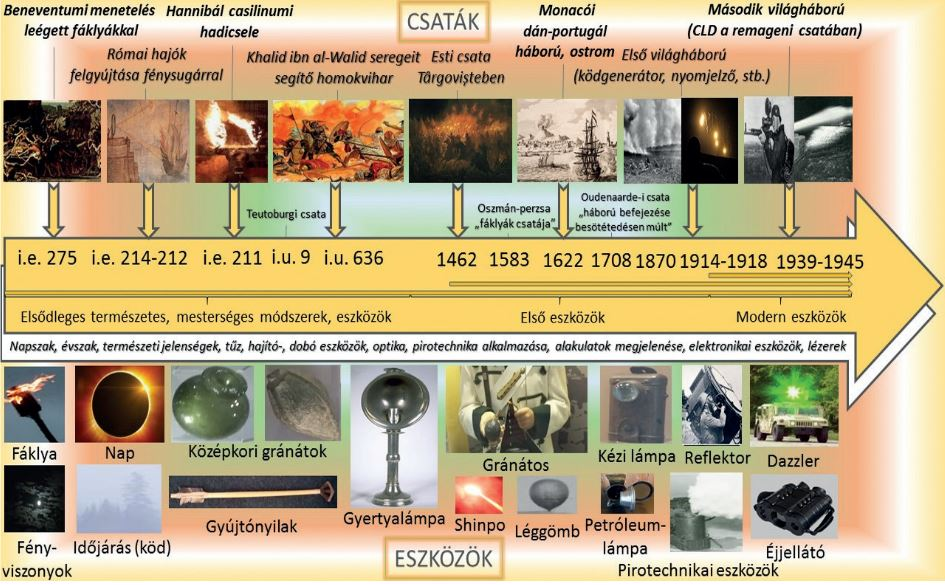
Történelmi példák a mesterséges fény alkalmazásra

## Története és híressé vált esetek
Ókor óta ismertek a rossz fényviszonyok között harcoló hadseregek kockázatai és veszélyei. Történészek rögzítették Hannibal casilinumi hadicselét i.e 211-ben, ahol ökrök szarvára erősített fáklyával vezette félre a római sereget a vonulásának irányáról a sötétben, hogy a létszámbeli fölénnyel rendelkező sereggel a csatát elkerülje, illetve a benevemtumi menetelés során i.e. 275-ben is alkalmazták.
A középkorig kisebb-nagyobb sikerrel a taktikai fölényért gyakran vetettek be kezdetleges eszközöket, amelyek az ellenség vizuális képességeinek csökkentésével jártak. 1583-ban, az oszmán–szafavida háború (1578–90) során az Oszmán Birodalom lámpásokkal győzött le egy szafavida sereget egy éjszakai összecsapásban, amely a fáklyacsata néven vált ismertté.
Az újkorban már megjelent az igény a csapatmozgások felderíthetőségének korlátozására. A kezdeti időkhöz tartozik az Ázsiában használatos „jelzőbombák” és a 17.századi „jelzőpisztolyok” alkalmazása is. De ne feledjük, ez a korszak az, amikor az egyenruhákat is bevezették a megkülönböztethetőség és a manőverezhetőség érdekében. Ezt követően felgyorsult a rejtés és felderítés ezen eszközeinek csapatszintű használata, elsősorban a vegyészet és elektromosság fejlődésének köszönhetően. Előtérbe kerültek a pirotechnikai eszközök és bevetettek erős fényforrásokat csapatok vakítására. Támadásban a saját csapatok felett telepítették, hogy látásban segítse és ne zavarja a saját egységeket, és kápráztassa a védőket, illetve ellenkező esetben a tükröket alacsonyan, de a növényzet fölé helyezték el. A partvonalon nagy, a terepen kicsi tükröket alkalmaztak.9 Később az elektronikai érzékelők, mint lokátorok (a radar és a szonár) hatalmas előnyt biztosítottak a rejtésben levő csapatok felderítésére Ennek megfelelően érdemes a látást befolyásoló elsődleges és a modern eszközök között különbséget tenni. Az utóbbiak vizsgálata egy rövidebb, de exponenciálisan fejlődő időszakot ölel fel, és az eszközök egyre kifinomultabb módszerrel, precízebb technikával és integrációval jellemezhető.
1882-ben a Brit Királyi Haditengerészet keresőlámpákkal akadályozta meg az egyiptomi erőket abban, hogy tüzérségi ütegeket állítsanak fel Alexandriában az angol-egyiptomi háború alatt. Még ugyanabban az évben a francia és a brit erők reflektorok által létrehozott mesterséges fényben partra szálltak.
Napjainkban a fejlődés irányát a stroboszkópfegyverek, villanógránát és lézertechnológia rendszeresítése a rendvédelemben, illetve a városi alkalmazás elterjedése, valamint az éjjellátók tökéletesítése és adaptálása éjjel-nappali körülmények között a célzáshoz, MI-látás fejlődése, félvezetők szövetbe integrálása (fényforrás és álcázás) határozzák meg

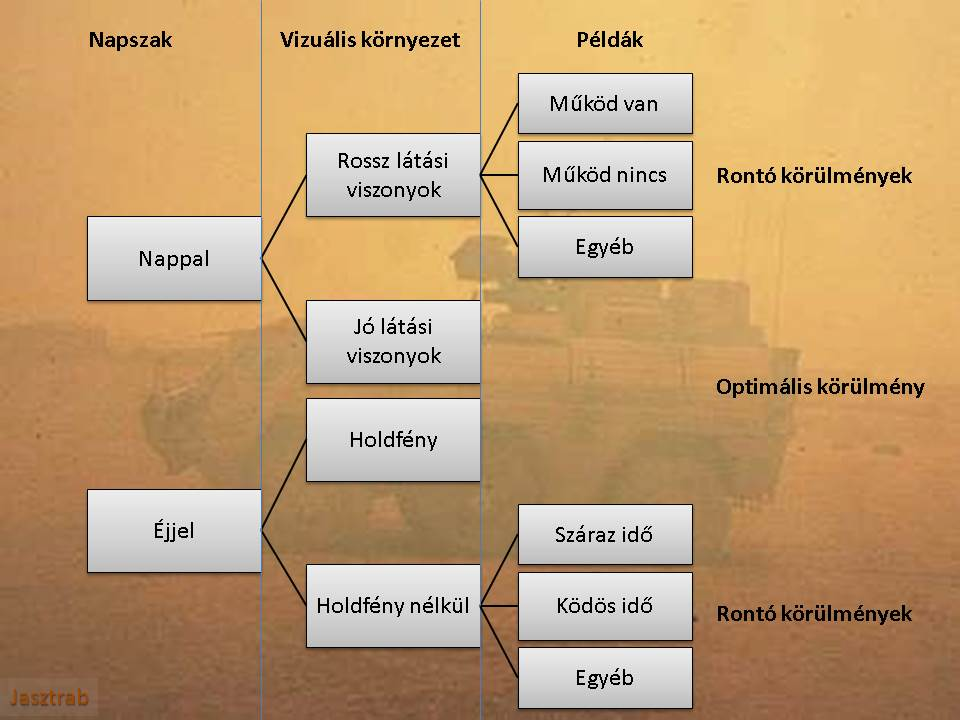
Vizuális környezet és a terep bevilágításának igénye

## Követelmények
A felderítésére 0,6–1 lux, a terepen való tájékozódáshoz pedig 0,4 lux szükséges.
Az éjszakai műveletek hátránya, hogy a lőfegyverek torkolattüze jobban felfedezhető a sötétben. Nagy árnyékok keletkeznek. A szem alkalmazkodása fokozatos. A nagy fénysűrűségű forrás káros hatást gyakorol a látásra. A sötéthez adaptált szemnek közel 45 másodperc is szükséges a látás teljes visszanyeréshez.
Az életokorral járó funkcionális romlás és képességbeli különbségek következtében magasabb szint javasolt ugyanazon feladat ellátáshoz. Magasabb érték szükséges az arcfelismerhetőséghez és az olvasáshoz is.

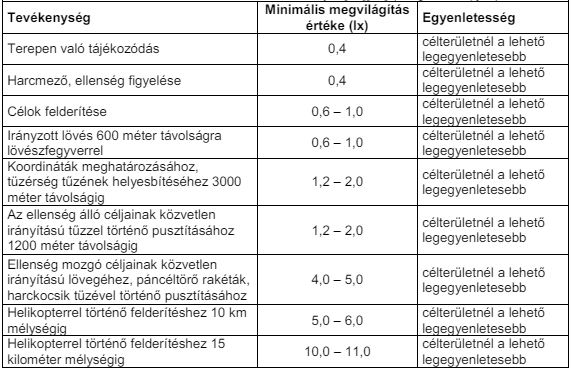
Harcfeladatok minimális látási követelményei

## Típusai

### Fénykeltés elektromos ívvel
A leghírhedtebb képviselői a Canal Defence Ligh t, a Turbinlite és a Leigh Light voltak, azonban a fényvetők katonai alkalmazására már a múlt század elején sor került. Kezdetben nehézséget okozott, hogy a szénelektródák között keletkező ívfény nem volt egyenletes, és a karakterisztikája folyamatosan változott. Ezért lényeges a kisülés precíz, távolságtól függő szabályozása, illetve a végek kialakítása, amelyek hatással vannak az ív keletkezésére. Jellemző rá, hogy a pozitív anód oldal a fényesebb. Az elvá- rásoktól függően az ív mérete lehet hosszú vagy rövid. Fontos szempont az egyenletes és kétoldalt azonos elektródafogyás biztosítása. A rövid ívalak kialakítására jellemző a magasabb hőmérséklet, és lényegesen több gőz és gáz keletkezik. Itt a hegyesebb végű csúcsalak az előnyös, de ilyenkor alacsony elektropotenciálon működik a készülék.

### Fénykeltés félvezetővel
Az ezredfordulótól kezdődően elindult a félvezetők terjedése. Kedvező élettartalmuk és alacsony karbantartási költségük előnyössé tette a használatukat. Mostanra már széles körben elterjedtek és uralkodóvá váltak.

### Fénykeltés más elektronikai eszközzel
A II. világháborúban a harcjárműveket elsötétítésben használt lámpákkal látták el. A leszerelhető lámpák népszerűek voltak a járműveken, előnyt biztosítottak a járőrözés során. Ebben az időszakban jelentek meg a páncélozott járművekben is a belső világítások különböző fajtái. A xenon lámpák több típusát rendszeresítették, mivel szűrők segítségével a szabad szemmel nem látható tartományban is képesek voltak működni, ami taktikai előnyt jelent a terepen. E berendezések vörös fényét már a közelmúltban széleskörűen használták, mint például a Golf-öbölben vívott iraki háborúban. A fémhalogén lámpákat néhány gépjármű fényszórójába is beépítették.  Jellemző rájuk a hidegebb színhőmérséklet, amely képes a vezetők vakítására. Széleskörűen telepítették őket sportlétesítmények, kikötők, hangárok, őrzött területek világítására egyaránt. Az egyéni felszerelés fontos eszköze a taktikai „zseblámpa.” Létezik egyenes (rúd alakú), hajlított és a fejre szerelhető változat. A taktikai lámpák eleinte nagyok, nehezek voltak, majd ezeket átalakították, klipsszel látták el, hogy rögzíthetők legyenek a katona testén, szabad kezet biztosítva a harchoz. Az ergonomikus kialakítás megkönnyítette kezelhetőségét, hajlítása könnyítette tartását. Könnyen cserélhető fényforrása és a felszereléshez tartozó szűrő használata nem akadályozza az éjszakai látást, és kevésbé feltűnő az ellenség számára.

### Fénykeltés pirotechnikai eszközökkel

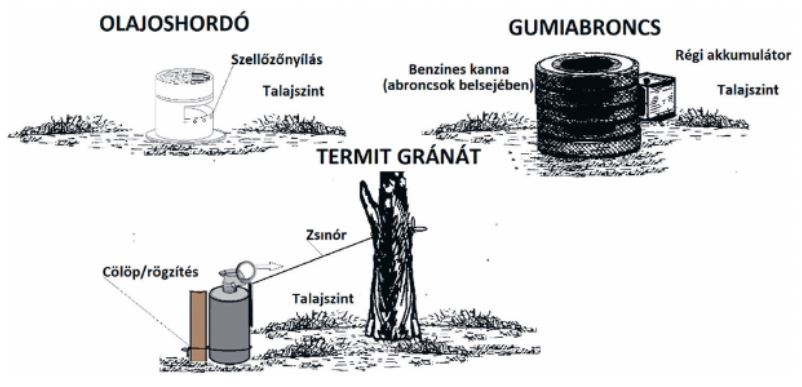
Improvizált harctéri megvilágítások

A pirotechnikai eszközök a harctéri világítás fontos képviselői, amelyek kémiai égés során keltett fényforrással biztosítanak világosságot. Számtalan típusa létezik. A legismertebbek a jelzőfények, a gránátok, a rakéták, illetve a tüzérségi lövegek. Az előbb említett utolsó alkalmazás kivételével viszonylag rövid ideig szolgáltatnak fényt, ezért hogy növeljék a hasznos égési időt, ejtőernyővel látták el őket. Jellemző rájuk, hogy tűzveszélyesek, illetve bizonyos éghajlaton és időjárás során a begyújtás és működés nem garantált. A saját vagy a szövetséges csapatok felfedésének meg- akadályozására infravörös jelzőrudak nyújtanak segítséget. Továbbá számtalan improvizált pirotechnikai változat is ismert.

## Fordítás
Ez a szócikk részben vagy egészben  a   Battlefield illumination című angol Wikipédia-szócikk fordításán alapul.  Az eredeti cikk szerkesztőit annak laptörténete sorolja fel. Ez a jelzés csupán a megfogalmazás eredetét és a szerzői jogokat jelzi, nem szolgál a cikkben szereplő információk forrásmegjelöléseként.